# Leon II. Kilikijski
Leon II. (armensko Լևոն Գ, latinizirano: Levon B), včasih štet tudi kot Leon III., je bil od leta 1269/1270 do 1289 kralj Armenskega kraljestva Kilikija, * 1236, † 1289. 

## Zgodnje življenje
Rojen je bil leta 1236 kot sin kralja Hetuma I. in kraljice Izabele in prvi od njunih šestih otrok. 
Leta 1262 se je poročil s Keran (Kir Ana), hčerko princa Hetuma iz Lambronskega, da bi utrdil svoj položaj v družini. 
Ko je bil njegov oče Hetum I. leta 1266 na obisku na mongolskem dvoru, sta se Leon in njegov mlajši brat Toros v bitki pri Mariju spopadla z ogromno vojsko Mamelukov iz Egipta. Toros je bil v boju ubit, Leon pa ujet in zaprt. Po katastrofi so Mameluki napadli Adano, Tarz in Ajas in izropali in požgali armensko prestolnico Sis. Na tisoče Armencev so ubili in 40.000 ujeli.  Ko se je kralj Hetum vrnil, je za sina plačal veliko odkupnino. Mamelukom je izplačal veliko vsoto denarja, izročil  več trdnjav in posredoval pri  mongolskem vladarju Abagi, da bi osvobodil enega od Bajbarsovih sorodnikov. 

## Vladanje
Hetum I. je leta 1269 abdiciral v korist svojega sina in vstopil v frančiškanski samostan. Leto kasneje je umrl. Novi kralj Leon II. je bil znan kot pobožen, krščanstvu predan kralj. Vzdrževal je trgovinske odnose z Zahodom, obnavljal trgovinske sporazume z Italijani in sklepal nove s Katalonci. Prizadeval si je tudi za okrepitev zveze z Mongoli, saj je njegov oče Hetum I. leta 1247 sprejel mongolsko nadoblast. 
Leta 1271 je Marco Polo obiskal armensko pristanišče Ajas in pohvalil Leonovo vladavino in bogastvo države, a je hkrati omenil, da so armenske vojaške sile precej demoralizirane: 
"Kralj [Leon II.] pravilno vzdržuje pravičnost v svoji deželi in je vazal Tatarov. Obstaja veliko mest in vasi ter vsega v izobilju. (...) V preteklosti so bili možje v vojni pogumni, danes pa so nizkotni in malenkostni ter nimajo drugih talentov, kot da obilo pijejo."
— Marco Polo, Knjiga čudežev
Mongoli in Armenci so bili leta 1281 v drugi bitki pri Homsu poraženi od Mamelukov. 
Leta 1275 je mameluški sultan Bajbars drugič napadel Kilikijo. Naslednje leto se je Kilikija ubranila invazije turkomanskih plemen, vendar je bil v boju ubit Leonov stric Smbad Sparapet. 

### Zavezništvo z Mongoli
Leta 1281 se je Leon pridružil Mongolom pri njihovi invaziji na Sirijo. V drugi bitki pri Homsu sta bili obe vojski poraženi. Leon II. je moral prositi za mir in leta 1285 dosegel desetletno premirje v zameno za plačevanje davka in  pomembne ozemeljske koncesije v korist Mamelukov.

### Smrt
Leon II. je umrl leta 1289 zaradi zastrupitve z arzenom. Nasledil pa ga je sin Hetum II.

## Potomci
V enaindvajsetih letih zakona je imel Leon z ženo Keran šestnajst otrok: deset sinov in šest hčera. Pet njegovih otrok je doseglo kilikijski prestol. Najstarejši sin, Hetum II., je po štirih letih vladanja abdiciral v korist svojega mlajšega brata Torosa III., a je bil leta 1294 ponovno postavljen na prestol. Leta 1296 je njun brat Smbat oslepil Hetuma in leta 1298 zadavil Torosa, da bi sam prevzel oblast. Smbata je nato leta 1298 strmoglavil njegov mlajši brat Konstantin III. Njega je nasledil starejši brat Hetum II., ki je nato leta 1305 abdiciral v korist Torosovega sina Leona III. Slednjega je leta 1307 skupaj s stricem Hetumom II. umoril mongolski general Bilargu. Nasledil ga je Ošin, eden najmlajših preživelih otrok Leona in Keran.  Armensko kraljestvo je sčasoma  prešlo  na potomce Leonove in Keranove najstarejše preživele hčere Izabele, žene Amalrika Lusignanskega, gospoda Tira.
- neznan sin (r. 15. januarja 1262/14. januarja 1263 – umrl v mladosti)
- Konstantin (r. junij 1265 – umrl v mladosti)
- Fimi [Eufemija] (r. ok. 14. januarja 1266 – umrla v mladosti)
- Hetum II. (r. ok. 13. januarja 1267 – umorjen 7. novembra 1307), kralj Armenske Kilikije 1289–1293, 1294–1297 in 1299–1307[7]
- Izabella [Zabel] (r. 13. januar 1269/12. januar 1270 – u. prad 1273)
- Toros III. (r. oktober 1270 – umorjen 23. julija 1298), kralj Kilikijske Armenije 1293–1298)[7]
- Ruben (r. 13. januar 1272/12. januar 1273 – umrl v mladosti)
- Izabela [Zabel] (r. 12. januar 1273/11. januar 1274 – u. pred 1276)
- Smpad (r. 11. januar 1276/11. januar 1277 – u. 1310 ali 1311), kralj Kilikijske Armenije 1297–1299)[7]
- Izabela, kneginja Tira (r. 12. januar 1276/11. januar 1277 – umorjena maja 1323), Smpadova dvojčica, 1293 poročena z Amalrikom Tirskim, sinom ciprskega kralja Huga III.[7]
- Konstantin III. (r. 11. januar 1277/10. januar 1278 – u. po 1308), kralj Kilikijske Armenije 1299[7]
- Rita (r. 11. januar 1278/10. januar 1279 – julij 1333), po poroki z Mihaelom IX. Paleologom leta 1294 preimenovana v Marijo[7]
- Teofanu (r. 11. januar 1278/10. januar 1279 – u. 1296), Ritina dvojčica, po zaroki s sinom Ivana I. Dukasa preimenovana v Teodoro; umrla na poti na poroko
- Ners (r. 11. januar 1279/10. januar 1280 – u. 26. maj 1301), duhovnik
- Ošin (r. 10. januar 1283/9. januar 1284 – umorjen 20. julija 1320), kralj Armenske Kilikije 1308–1320)[7]
- Alinah (r. 10. januar 1283/9. januar 1284 – u. 28. avgust 1310), Ošinov dvojček, gospod Lambrona in Tarza